# Börse Stuttgart

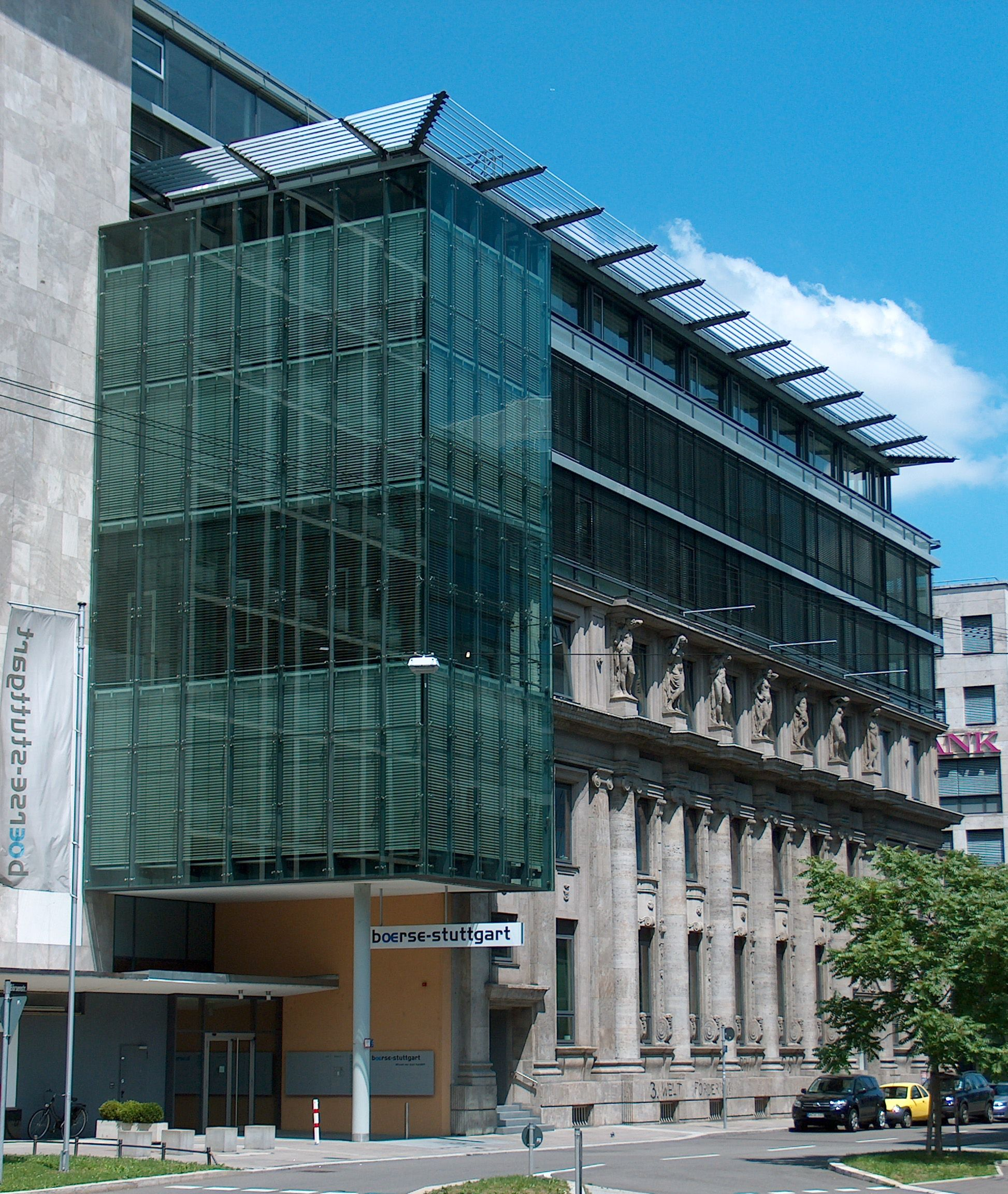
Börse Stuttgart.

Börse Stuttgart, som grundades 1861, är en tysk regional värdepappersbörs i Stuttgart. 
Börse Stuttgart övertog 2008 de svenska marknadsplatserna Nordic Growth Market och NDX (Nordic Derivatives Exchange).